# Bùi Văn Hiếu
Bùi Văn Hiếu (sinh ngày 2 tháng 10 năm 1989 tại Quảng Ninh, Việt Nam) là cầu thủ bóng đá chuyên nghiệp hiện đang thi đấu trong màu áo Quảng Nam tại V.League 2 ở vị trí tiền vệ.

## Danh hiệu

### Câu lạc bộ
V.League - 1
- Huy chương vàng (1): 2013
- Huy chương bạc (2): 2012, 2014

Cúp Quốc gia Việt Nam
- Huy chương bạc (1): 2012

Siêu cúp bóng đá Việt Nam
- Huy chương bạc (1): 2013